# NGC 4550
NGC 4550 (другие обозначения — UGC 7757, MCG 2-32-147, ZWG 70.182, VCC 1619, PGC 41943) — линзообразная галактика с перемычкой (SB0) в созвездии Девы. Открыта Уильямом Гершелем в 1784 году.
Галактика является членом скопления Девы.
Этот объект входит в число перечисленных в оригинальной редакции «Нового общего каталога».

## Особенности
NGC 4550 примечательна тем, что является одной из немногих галактик, в которых большое количество звезд вращается вокруг центра галактики в противоположном направлении по отношению к другим. Вероятно, галактика является продуктом слияния двух дисковых галактик, каждая из которых вращается в противоположных направлениях относительно другой.
NGC 4550 в центре имеет небольшое количество молекулярного водорода и межзвездной пыли.
Эта галактика при наблюдении в любительский телескоп с большим увеличением образует живописную пару с эллиптической галактикой NGC 4551, находящейся на расстоянии 3,2′ к северо-востоку. Две галактики кажутся физической парой, но их радиальные скорости существенно отличаются, причем радиальная скорость NGC 4550 гораздо меньше 330 км/с (по сравнению с1121 км/с у NGC 4551). Если обе галактики находятся на одинаковом расстоянии от нас, то расстояние между их ядрами составляет примерно 46 000 световых лет. Фотографии NGC 4550 показывают очень яркую видимую с ребра линзообразную галактику с ярким вытянутым центральным регионом, погружённым в более тусклую вторичную оболочку. При визуальном наблюдении в любительский телескоп вид практически совпадает с фотографическим представлением: галактика очень яркая, вытянутая с севера на юг, с конденсированной, хорошо очерченной и непрозрачной оболочкой, концы которой заострены. Ядро небольшое и конденсированное. Расстояние: 50 млн световых лет (оценка). Диаметр: 48 тыс. световых лет.